# Loris Malaguzzi
Loris Malaguzzi né le 23 février 1920 à Correggio dans la Province de Reggio d'Émilie, et mort le 30 janvier 1994 à Reggio d'Émilie, est un enseignant et pédagogue italien.

## Biographie
Loris Malaguzzi naît le 23 février 1920 à Correggio
Il étudie à l'Université d'Urbino, où il obtient un diplôme en pédagogie, et au Centre national de recherche de Rome, où il obtient un diplôme en psychologie. 
En 1946 il s'implique dans la création d'écoles maternelles organisées et gérées par les parents. En 1980 il fonde le Gruppo Nazionale Nidi-Infanzia. 
En 1992, il reçoit le prix Lego, décerné à des individus et des instituts, qui ont apporté une contribution extraordinaire à l'amélioration de la vie des enfants. À Chicago en 1993, il est récompensé par la Fondation Kohl pour son travail pédagogique.
Il se marie en 1944 à Nilde Bonaccini (morte en 1993), avec qui il a un fils.
Loris Malaguzzi meurt le 30 janvier 1994 à Reggio d'Émilie.
Malaguzzi était très intéressé par beaucoup de choses, par exemple le théâtre, les arts, le cinéma, les sports, la politique, l'éducation, etc.[réf. nécessaire]